# Eberhard Krüger
Eberhard Krüger (* 13. April 1927 in Insterburg; † 30. September 2001) war ein deutscher Mund-, Kiefer- und Gesichtschirurg und Hochschullehrer.

## Leben und Wirken
Eberhard Krüger studierte von 1948 bis 1955 Zahnmedizin und Medizin an den Universitäten in Kiel, Hamburg und Innsbruck. 1952 wurde er zum Dr. med. dent. promoviert, 1960 zum Dr. med. bei Karl Schuchardt in der Hamburger Universitäts- und -Poliklinik für Zahn-, Mund- und Kieferkrankheiten. Dort absolvierte er ab November 1957 die Weiterbildung zum Facharzt für Mund-Kiefer-Gesichtschirurgie, habilitierte sich 1962 mit der Arbeit Die Knorpeltransplantation. Experimentelle Grundlagen und klinische Anwendung in der Kiefer- und Gesichtschirurgie für das Fach Zahn-, Mund- und Kieferheilkunde und war bis 1963 als Privatdozent tätig. Er wechselte dann an die Universität Bonn, um die Aufgaben eines Leiters der chirurgischen Abteilung der Universitätsklinik und Poliklinik für Zahn-, Mund und Kieferkrankheiten wahrzunehmen. 1970 wurde er dort zum Professor für Mund- und Kieferchirurgie ernannt. Von 1974 bis 1992 leitete er die neu geschaffene klinische Abteilung für Mund-, Kiefer- und Gesichtschirurgie.

## Würdigung
Eberhard Krüger war ein im In- und Ausland weithin angesehener Chirurg, insbesondere auf dem Gebiet der wiederherstellenden und plastischen Chirurgie und von angeborenen Fehlbildungen. Bekannt wurde er als Autor von grundlegenden Lehrbüchern seines Fachs. Er hatte wesentlichen Anteil am Aufbau der Universitätsklinik für Mund-, Kiefer- und Gesichtschirurgie in Bonn.

## Veröffentlichungen (Auswahl)
- Operationslehre für Zahnärzte, Quintessenz Verlag Berlin, 1971 bis 1993[10]
- Lehrbuch der chirurgischen Zahn-, Mund- und Kieferheilkunde, Quintessenz Verlag Berlin[11]